# Jaime Sánchez Fernández
Jaime Sánchez Fernández (Madrid, 20 maart 1973), voetbalnaam Jaime, is een voormalig Spaans voetballer. Jaime was een middenvelder.

## Carrière
Jaime begon zijn carrière bij RSD Alcalá. In 1992 promoveerde hij met de club naar de Segunda División B, maar na amper één seizoen zakte de club terug naar de Tercera División. Jaime zakte echter niet mee, want in 1993 versierde hij een transfer naar Real Madrid. De eerste drie jaar bracht Jaime door bij Real Madrid C en Real Madrid B, de reserveteams van de club, om vervolgens in 1996 door te stromen naar de A-kern. In het seizoen 1996/97 werd hij nog uitgeleend aan Racing Santander, maar daarna speelde hij twee jaar in het eerste elftal. Jaime speelde in totaal 66 officiële wedstrijden voor het eerste elftal van Real Madrid, waaronder de finale van de Champions League 1997/98.
In de zomer van 1999 verhuisde Jaime naar Deportivo La Coruña, waarmee hij in zijn eerste seizoen meteen landskampioen werd. Daarna werd de middenvelder vier keer uitgeleend: aan Racing Santander, CD Tenerife en tweemaal aan Hannover 96. In 2004 verliet hij de club op definitieve basis voor Albacete Balompié, dat toen net gepromoveerd was naar de Primera División. Jaime sloot zijn profcarrière uiteindelijk af bij Racing Ferrol in de Segunda División A. Zowel met Albacete als met Ferrol degradeerde hij op het einde van het seizoen.

## Erelijst
| Competitie            |             |             |             |             |
| Competitie            | Aantal      | Jaren       |             |             |
| Real Madrid           | Real Madrid | Real Madrid | Real Madrid | Real Madrid |
| --------------------- | ----------- | ----------- | ----------- | ----------- |
| Supercopa de España   | 1x          | 1997        |             |             |
| UEFA Champions League | 1x          | 1997/98     |             |             |
| Deportivo La Coruña   |             |             |             |             |
| Primera División      | 1x          | 1999/00     |             |             |